# ララベル (競走馬)
ララベル（英: Lalabel）とは、日本の競走馬・繁殖牝馬。主な勝ち鞍に2017年のJBCレディスクラシック、2015年の桜花賞 (浦和競馬)、ロジータ記念および2014年の東京2歳優駿牝馬など。NARグランプリでは、2014年度の2歳最優秀牝馬、2015年度の3歳最優秀牝馬、2017年度の4歳以上最優秀牝馬にそれぞれ選出された。

## 戦績
- 特記事項なき場合、本節の出典はJBISサーチ[3]、地方競馬全国協会[2]

「ほとんど手のかからなかった」幼少期を経て大井競馬（小林牧場）・荒山勝徳厩舎に入厩。2014年7月10日、大井競馬場での2歳新馬でデビューし、1着。つばめ特別2着を挟み出走のローレル賞では、インコースから来たゼッタイリョウイキの差しをクビ差だけ退けて重賞初制覇。年末の東京2歳優駿牝馬ではティーズアライズと並んでゴールし、写真判定の末にハナ差で優勝した。2014年度のNARグランプリ各部門の選考では2歳最優秀牝馬に選ばれ、またGRANDAME-JAPAN2歳シリーズで2位となった。
3歳となった2015年、桜花賞を目指して調整中に一時は調子を落としたものの回復してレースに間に合い、レースでは兵庫から遠征のトーコーヴィーナスの後ろから競馬を進めて最後はクビ差競り落とし優勝。続く2戦は東京プリンセス賞3着、牡馬に混じって出走の東京ダービーも4着に終わった。秋は初戦の準重賞スターバーストカップに勝って続くロジータ記念でも再度トーコーヴィーナスを下し優勝。3戦目の東京シンデレラマイルは2着に終わった。3歳時は重賞2勝を含む3勝を挙げ、NARグランプリ選考では3歳最優秀牝馬に選ばれた。4歳時は初戦のしらさぎ賞を4コーナーから押し切る競馬で制したが、このあと韓国の国際競走トゥクソムカップの出走馬に選定されるも回避。そのまま秋まで休養に入り、秋はレディスプレリュードから始動して4着に入るが、次走予定のJBCレディスクラシックはレース前日に右トモ部に不安が発生し経過観察も最終的に競走除外。クイーン賞も10着に終わった。
5歳を迎え、初戦のマリーンカップ、7月のスパーキングレディーカップで連続2着に入り、レディスプレリュード4着を経て臨んだJBCレディスクラシックは道中3番手からの競馬から、最後の直線でプリンシアコメータを競り落とし、JpnI競走制覇。2007年のJBCスプリント優勝のフジノウェーブ以来2頭目となる地方所属馬によるJBC競走制覇を達成した。ただしプリンシアコメータと競った際の御法で、鞍上の真島大輔は2日間の騎乗停止処分となった。2017年度のNARグランプリ選考で年度代表馬の座は2票差でヒガシウィルウィン（7票）に譲ったが、4歳以上最優秀牝馬に選ばれた。また、TCK大賞に選出され、授賞式で2018年のフェブラリーステークスが引退レースの予定とも明かされた。TCK女王盃4着のあと出走のフェブラリーステークスは15着に終わり、公表通りこれで引退。2月24日に大井競馬場で引退式が行われた。

## 競走成績
以下の内容は、JBISサーチ、netkeiba.com、地方競馬全国協会に基づく。
| 年月日 | 年月日 | 年月日 | 競馬場 | 競走名                | 格     | 頭 数 | 枠 番 | 馬 番 | オッズ （人気） | 着順 | 騎手     | 斤量 [kg] | 距離（馬場）  | タイム （上3F） | タイム 差 | 勝ち馬/（2着馬）       | 馬体重 [kg] |
| 2014.  | 7.     | 10     | 大井   | 2歳新馬               |        | 8     | 1     | 1     | 002.80（2人）   | 01着 | 真島大輔 | 54        | ダ1200m（重） | 1:15.2（37.4）  | -0.6      | （ワインフレーバー）   | 492         |
|        | 10.    | 2      | 大井   | つばめ特別            |        | 11    | 7     | 9     | 014.30（4人）   | 02着 | 真島大輔 | 54        | ダ1200m（良） | 1:14.1（38.2）  | -0.3      | ルックスザットキル     | 508         |
|        | 11.    | 5      | 川崎   | ローレル賞            | SIII   | 13    | 7     | 11    | 004.80（4人）   | 01着 | 真島大輔 | 54        | ダ1600m（良） | 1:44.2（40.8）  | -0.0      | （ゼッタイリョウイキ） | 504         |
|        | 12.    | 31     | 大井   | 東京2歳優駿牝馬       | SI     | 16    | 8     | 16    | 003.70（2人）   | 01着 | 真島大輔 | 54        | ダ1600m（稍） | 1:41.7（39.7）  | -0.0      | （ティーズアライズ）   | 507         |
| 2015.  | 3.     | 25     | 浦和   | 桜花賞                | SI     | 11    | 5     | 5     | 004.10（3人）   | 01着 | 真島大輔 | 54        | ダ1600m（良） | 1:42.3（38.0）  | -0.1      | （トーコーヴィーナス） | 517         |
|        | 4.     | 23     | 大井   | 東京プリンセス賞      | SI     | 16    | 2     | 4     | 001.70（1人）   | 03着 | 真島大輔 | 56        | ダ1800m（稍） | 1:54.6（39.2）  | -0.4      | ティーズアライズ       | 514         |
|        | 6.     | 3      | 大井   | 東京ダービー          | SI     | 16    | 2     | 4     | 007.80（3人）   | 04着 | 真島大輔 | 54        | ダ2000m（稍） | 2:08.0（39.9）  | -0.5      | ラッキープリンス       | 516         |
|        | 10.    | 15     | 大井   | '15スターバーストC    | 準重賞 | 9     | 8     | 8     | 004.90（4人）   | 01着 | 真島大輔 | 56        | ダ2000m（良） | 2:12.3（36.7）  | -0.0      | （ヴェスヴィオ）       | 534         |
|        | 11.    | 18     | 川崎   | ロジータ記念          | SI     | 14    | 8     | 14    | 002.00（1人）   | 01着 | 真島大輔 | 54        | ダ2100m（不） | 2:21.9（42.3）  | -0.8      | （トーコーヴィーナス） | 534         |
|        | 12.    | 31     | 大井   | 東京シンデレラマイル  | SIII   | 16    | 3     | 6     | 001.40（1人）   | 02着 | 真島大輔 | 56        | ダ1600m（良） | 1:41.2（37.9）  | 0.0       | ブルーチッパー         | 533         |
| 2016   | 4.     | 27     | 浦和   | しらさぎ賞            | SIII   | 12    | 5     | 5     | 001.60（1人）   | 01着 | 吉原寛人 | 57        | ダ1400m（良） | 1:28.4（38.9）  | -0.3      | （プリンセスバリュー） | 541         |
|        | 9.     | 19     | 大井   | レディスプレリュード  | JpnII  | 14    | 3     | 4     | 020.10（6人）   | 04着 | 真島大輔 | 55        | ダ1800m（重） | 1:55.1（39.8）  | -0.4      | タマノブリュネット     | 541         |
|        | 11.    | 3      | 川崎   | JBCレディスクラシック | JpnI   | 13    | 5     | 7     |                 |      | 真島大輔 | 55        | ダ1600m（重） | 競走除外        |           | ホワイトフーガ         |             |
|        | 12.    | 7      | 船橋   | クイーン賞            | JpnIII | 14    | 6     | 9     | 009.10（4人）   | 10着 | 真島大輔 | 53        | ダ1800m（稍） | 1:57.2（43.0）  | -3.4      | トロワボヌール         | 542         |
| 2017   | 4.     | 12     | 船橋   | マリーンC             | JpnIII | 11    | 7     | 9     | 046.00（6人）   | 02着 | 森泰斗   | 55        | ダ1600m（重） | 1:41.9（40.1）  | -0.6      | ホワイトフーガ         | 567         |
|        | 7.     | 6      | 川崎   | スパーキングレディーC | JpnIII | 12    | 7     | 10    | 012.30（4人）   | 02着 | 真島大輔 | 55        | ダ1600m（稍） | 1:41.6（39.2）  | -0.3      | アンジュデジール       | 560         |
|        | 10.    | 5      | 大井   | レディスプレリュード  | JpnII  | 16    | 8     | 16    | 017.00（6人）   | 04着 | 真島大輔 | 55        | ダ1800m（良） | 1:54.9（40.4）  | -1.8      | クイーンマンボ         | 557         |
|        | 11.    | 3      | 大井   | JBCレディスクラシック | JpnI   | 15    | 5     | 8     | 011.20（5人）   | 01着 | 真島大輔 | 55        | ダ1800m（重） | 1.54.2（39.1）  | -0.0      | （プリンシアコメータ） | 554         |
| 2018   | 1.     | 24     | 大井   | TCK女王盃             | JpnIII | 14    | 3     | 5     | 005.60（3人）   | 04着 | 真島大輔 | 57        | ダ1800m（不） | 1:55.1（39.6）  | -1.2      | ミッシングリンク       | 564         |
|        | 2.     | 18     | 東京   | フェブラリーS         | GI     | 16    | 4     | 7     | 199.4（14人）   | 15着 | 真島大輔 | 55        | ダ1600m（良） | 1:38.8（39.7）  | -2.8      | ノンコノユメ           | 548         |

## 引退後
引退後は故郷の社台ファームで繁殖牝馬となった。

### 産駒一覧
|       | 生年   | 馬名               | 性 | 毛色   | 父                     | 馬主                             | 厩舎                           | 戦績            | 出典   |
| ----- | ------ | ------------------ | -- | ------ | ---------------------- | -------------------------------- | ------------------------------ | --------------- | ------ |
| 初仔  | 2019年 | エーギル           | 牡 | 鹿毛   | ロードカナロア         | 吉田照哉                         | 小林・荒山勝徳                 | 21戦1勝（抹消） | [ 25 ] |
| 2番仔 | 2020年 | （ララベルの2020） | 牡 | 黒鹿毛 | ロードカナロア         | （有）社台レースホース           | 美浦・久保田貴士               | 未出走（引退）  | [ 26 ] |
| 3番仔 | 2021年 | ビスクウィザード   | 牡 | 栃栗毛 | マインドユアビスケッツ | （有）社台レースホース →栗嶋豊明 | 栗東・高柳大輔 →金沢・高橋俊之 | 14戦5勝（現役） | [ 27 ] |
| 4番仔 | 2022年 | （ララベルの2022） | 牝 | 鹿毛   | ロードカナロア         |                                  |                                | （デビュー前）  | [ 28 ] |
| 5番仔 | 2024年 | （ララベルの2024） | 牝 | 鹿毛   | ホットロッドチャーリー |                                  |                                |                 | [ 29 ] |

- 2025年4月13日現在

## 血統表
| ララベルの血統                  | ララベルの血統                                       | ララベルの血統                    | （血統表の出典）                  | （血統表の出典） |
| 父系                            | サンデーサイレンス系/ヘイロー系                      | サンデーサイレンス系/ヘイロー系   | サンデーサイレンス系/ヘイロー系   | [ § 2 ]          |
| 父 ゴールドアリュール 1999 栗毛 | 父の父*サンデーサイレンス Sunday Silence 1986 青鹿毛 | Halo                              | Hail to Reason                    | Hail to Reason   |
| 父 ゴールドアリュール 1999 栗毛 | 父の父*サンデーサイレンス Sunday Silence 1986 青鹿毛 | Halo                              | Cosmah                            |                  |
| 父 ゴールドアリュール 1999 栗毛 | 父の父*サンデーサイレンス Sunday Silence 1986 青鹿毛 | Wising Well                       | Understanding                     | Understanding    |
| 父 ゴールドアリュール 1999 栗毛 | 父の父*サンデーサイレンス Sunday Silence 1986 青鹿毛 | Wising Well                       | Mountain Flower                   |                  |
| 父 ゴールドアリュール 1999 栗毛 | 父の母*ニキーヤ Nikiya 1993 鹿毛                     | Nureyev                           | Northern Dancer                   | Northern Dancer  |
| 父 ゴールドアリュール 1999 栗毛 | 父の母*ニキーヤ Nikiya 1993 鹿毛                     | Nureyev                           | Special                           |                  |
| 父 ゴールドアリュール 1999 栗毛 | 父の母*ニキーヤ Nikiya 1993 鹿毛                     | Reluctant Guest                   | Hostage                           | Hostage          |
| 父 ゴールドアリュール 1999 栗毛 | 父の母*ニキーヤ Nikiya 1993 鹿毛                     | Reluctant Guest                   | Vaguely Royal                     |                  |
| 母 ブリージーウッズ 2000 栗毛   | 母の父*ティンバーカントリー Timber Country 1992 栗毛 | Woodman                           | Mr. Prospector                    | Mr. Prospector   |
| 母 ブリージーウッズ 2000 栗毛   | 母の父*ティンバーカントリー Timber Country 1992 栗毛 | Woodman                           | *プレイメイト                     |                  |
| 母 ブリージーウッズ 2000 栗毛   | 母の父*ティンバーカントリー Timber Country 1992 栗毛 | Fall Aspen                        | Pretense                          | Pretense         |
| 母 ブリージーウッズ 2000 栗毛   | 母の父*ティンバーカントリー Timber Country 1992 栗毛 | Fall Aspen                        | Change Water                      |                  |
| 母 ブリージーウッズ 2000 栗毛   | 母の母*オーナーズデライト Honor's Delight 1990 鹿毛  | Gulch                             | Mr. Prospector                    | Mr. Prospector   |
| 母 ブリージーウッズ 2000 栗毛   | 母の母*オーナーズデライト Honor's Delight 1990 鹿毛  | Gulch                             | Jameela                           |                  |
| 母 ブリージーウッズ 2000 栗毛   | 母の母*オーナーズデライト Honor's Delight 1990 鹿毛  | Weekend Delight                   | Clever Trick                      | Clever Trick     |
| 母 ブリージーウッズ 2000 栗毛   | 母の母*オーナーズデライト Honor's Delight 1990 鹿毛  | Weekend Delight                   | Udder Delight                     |                  |
| 母系(F-No.)                     | オーナーズデライト(USA)系(FN:3-n)                    | オーナーズデライト(USA)系(FN:3-n) | オーナーズデライト(USA)系(FN:3-n) | [ § 3 ]          |
| 5代内の近親交配                 | Mr. Prospector 4 × 4 = 12.50％                       | Mr. Prospector 4 × 4 = 12.50％    | Mr. Prospector 4 × 4 = 12.50％    | [ § 4 ]          |
| 出典                            | 1. 2. 3. 4.                                          | 1. 2. 3. 4.                       | 1. 2. 3. 4.                       | 1. 2. 3. 4.      |